# Jenny Broman

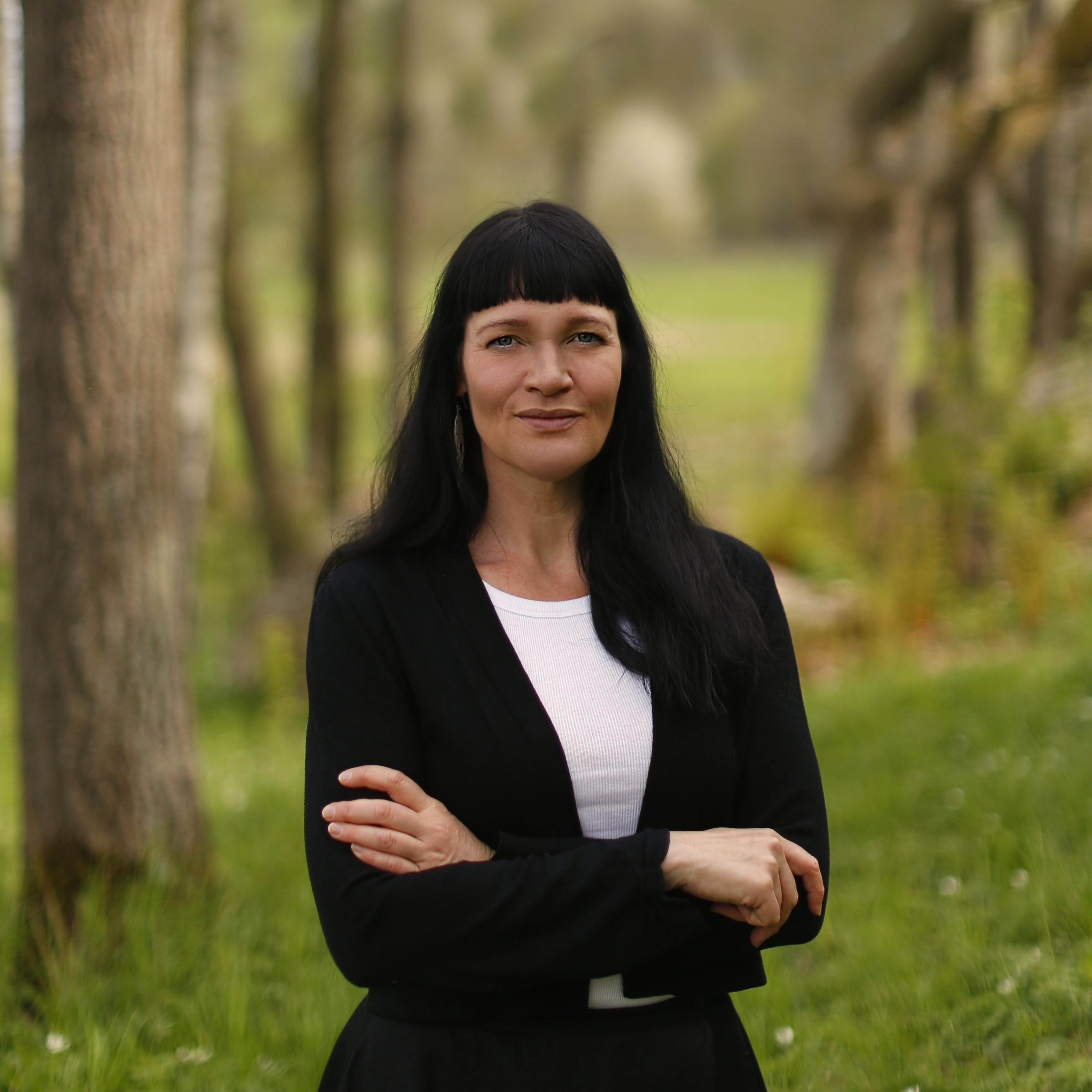
Jenny Broman (V).

Jenny Maria Leifsdotter Broman, född 11 november 1976 i Nässjö, är svensk politiker och kommunalråd för Vänsterpartiet i Göteborgs kommunstyrelse sedan 2019. Sedan 2022 är hon kommunalråd med ansvar för sociala frågor i Göteborgs Stads rödgröna styre.
Mandatperioden 2018-2022 var hon en del av den rödgrönrosa oppositionen där hon hade ansvar för skolfrågor. Tidigare har hon bland annat varit ledamot i Majorna-Linnés stadsdelsnämnd. Broman är tjänstledig från sin tjänst som lärare.
Broman har engagerad sig i frågor som nedskärningar inom skolan och socialtjänsten i Göteborg.
Broman växte upp i Nässjö och engagerade sig politiskt i Ung Vänster, när hon studerade till lärare i Linköping. När hon flyttat till Göteborg engagerade hon sig politiskt i Vänsterpartiet Göteborg, bland annat med att ta fram en feministisk strategi för distriktet. Inför hennes tillträdde som kommunalråd lyfte hon fram vikten av en bra skola för alla barn och Vänsterpartiets samverkan med fackföreningsrörelsen.